# Taeniophyllum savaiiense
Taeniophyllum savaiiense är en orkidéart som beskrevs av Phillip James Cribb och W.Arthur Whistler. Taeniophyllum savaiiense ingår i släktet Taeniophyllum och familjen orkidéer. Inga underarter finns listade i Catalogue of Life.